# ميلاني ثييري
ميلاني ثييري (بالفرنسية: Mélanie Thierry)‏ وهي ممثلة فرنسية ولدت في يوم 17 يوليو 1981 في مدينة سان جرمان إن لاي في إقليم الإيفلين في فرنسا مثلت في فلم بابيلون أي دي ولديها طفل من عشيقها المغني الفرنسي رافاييل هاروشه.

## روابط خارجية
- ميلاني ثييري على موقع IMDb (الإنجليزية)
- ميلاني ثييري على موقع ميتاكريتيك (الإنجليزية)
- ميلاني ثييري على موقع روتن توميتوز (الإنجليزية)
- ميلاني ثييري على موقع قاعدة بيانات الأفلام العربية
- ميلاني ثييري على موقع ألو سيني (الفرنسية)
- ميلاني ثييري على موقع ميوزك برينز (الإنجليزية)
- ميلاني ثييري على موقع أول موفي (الإنجليزية)
- ميلاني ثييري على موقع قاعدة بيانات الأفلام السويدية (السويدية)
- ميلاني ثييري على موقع أول ميوزيك (الإنجليزية)
- ميلاني ثييري على موقع ديسكوغز (الإنجليزية)